# In Another Country

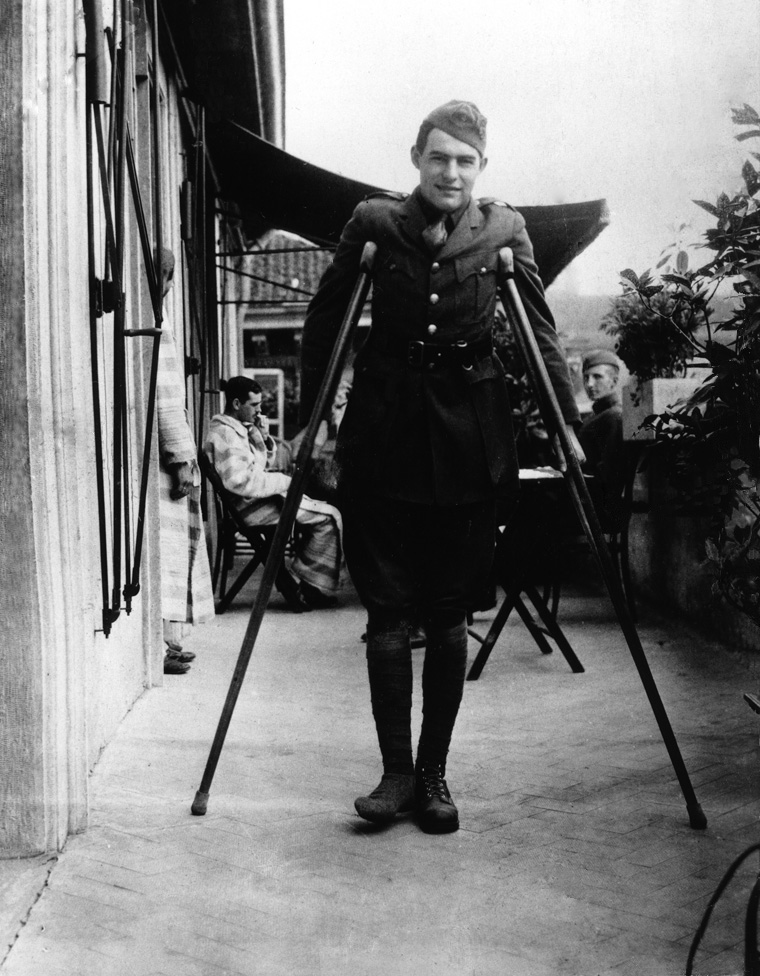
Hemingway im Mailänder Lazarett, 1918

In Another Country ist eine Kurzgeschichte des amerikanischen Schriftstellers Ernest Hemingway. Diese teilweise autobiografische Erzählung Hemingways erschien erstmals im April 1927 in Scribner‘s Magazine und wurde im Oktober des gleichen Jahres in die Anthologie Männer ohne Frauen aufgenommen. Die Erzählung behandelt das Leben der Soldaten im Lazarett während des Ersten Weltkrieges.
Die bislang einzige autorisierte Übersetzung der Kurzgeschichte ins Deutsche von Annemarie Horschitz-Horst wurde erstmals 1929 unter dem Titel In einem andern Land in der Erzählsammlung Männer im Rowohlt Verlag veröffentlicht.
Der deutsche Titel von Hemingways zweitem Roman A Farewell to Arms lautet ebenfalls In einem andern Land. Diese zwei Werke sind nicht nur unter einem gleichlautenden deutschen Titel erschienen und liegen in der Entstehungszeit eng beieinander, sondern sind auch im Schauplatz, in den Figuren, in der Atmosphäre sowie in der Thematik ähnlich. Beide basieren auf Hemingways persönlichen Erfahrungen während des Ersten Weltkrieges, als er als Sanitäter in der italienischen Armee direkt an der Front diente und bei einem Einsatz schwer verwundet wurde.

## Inhalt

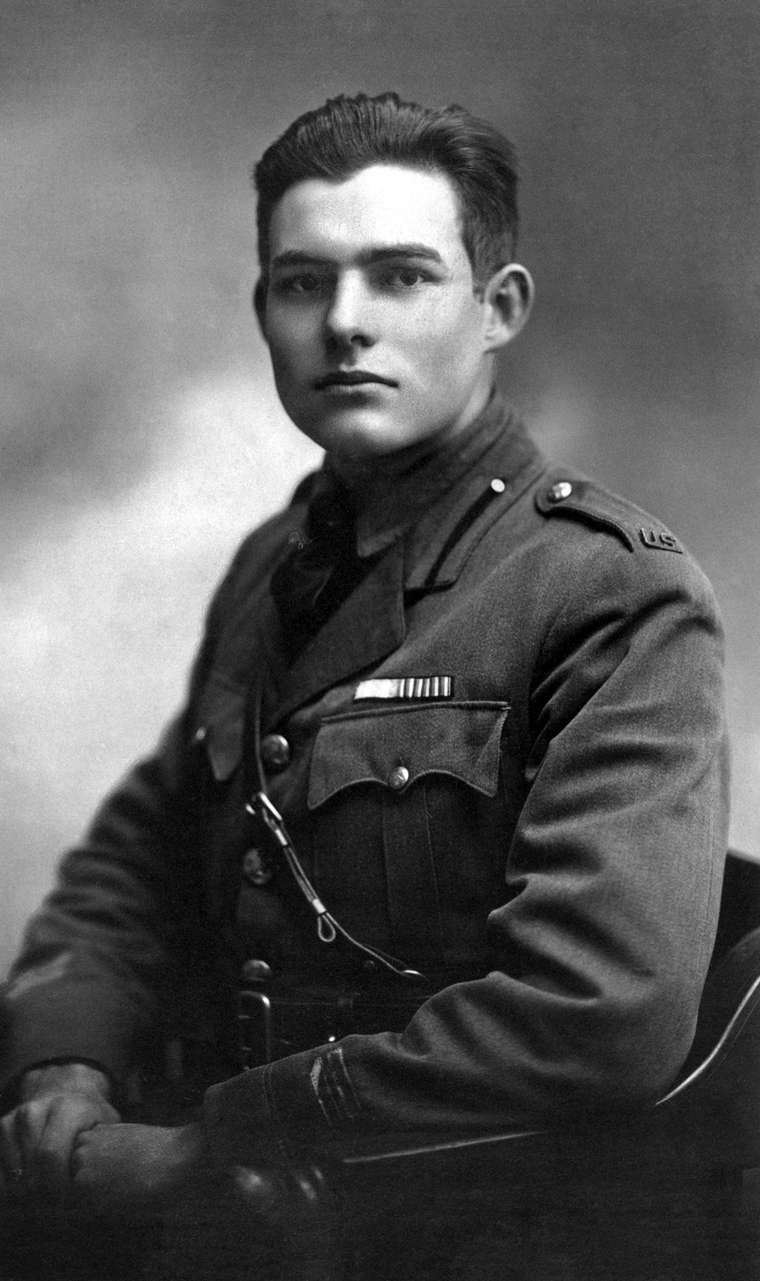
Hemingway in Mailand, 1918

Die Kurzgeschichte handelt von einer Gruppe Soldaten, die in einem Mailänder Lazarett wegen ihrer Kriegswunden behandelt werden und ihrer Beziehungen zueinander. Auch wenn der Ich-Erzähler nicht namentlich genannt wird, ist davon auszugehen, dass es sich dabei um Nick Adams handelt, der häufig auch als literarisches Alter Ego Hemingways betrachtet wird. Die Geschichte wird aus seiner Sicht dargeboten.
In Another Country beginnt mit dem Satz: „Es war immer noch Krieg im Herbst, wir machten aber nicht mehr mit.“ Es wird die Situation im Lazarett geschildert. Der Erzähler und weitere Soldaten werden an Apparaten physisch behandelt. Nick Adams erhielt an der Front eine schlimme Knieverletzung; der Stabsarzt ist zuversichtlich, dass er völlig regeneriert wird und wieder Football wird spielen können. Ebenfalls positiv bewertet er die Lage eines italienischen Majors – vor dem Krieg einer der besten Fechter Italiens –, dessen eine Hand schwer verwundet wurde. Der Stabsarzt zeigt ihm eine Fotografie einer ähnlich verkümmerten Hand und berichtet, sie sei durch die Physiotherapie nahezu vollständig geheilt worden, doch es gelingt ihm schließlich nicht, den Major von der Wirkung der Apparate zu überzeugen.
Ebenfalls eingeführt werden drei jüngere Soldaten, etwa im Alter des Protagonisten. Sie alle wurden verwundet und werden an den Apparaten behandelt, wobei zwei von ihnen Auszeichnungen für ihre Tapferkeit ausgezeichnet wurden. Der dritte und jüngste Junge wurde nach nur einer Stunde an der Front schwer verstümmelt. Er trägt ein schwarzes Seidentuch vor dem Gesicht, da dieses entstellt ist und er keine Nase hat. Ärzte versprechen ihm, ihm eine Nase rekonstruieren zu können, was aber immer wieder misslingt, da sie seine Nase nicht ganz richten können. Dieser Junge kommt aus einer wohlhabenden Familie; der andere Junge hatte Rechtsanwalt werden wollen, der letzte von ihnen Berufssoldat, wodurch er als einziger durch den Krieg seinem Lebensziel näher gekommen ist.
Zu viert gehen sie oft nach der Therapie in das Café Cova und trinken dort und unterhalten sich mit Mädchen. Dafür müssen sie durch das kommunistische Viertel, wo man ihnen Sachen hinterher ruft, weil sie Offiziere sind und daher von den italienischen Kommunisten gehasst werden, aber sie fühlen sich vor tatkräftigen Übergriffen sicher, da sie immerhin zu viert sind. Im Café selbst wird der Ich-Erzähler zunächst immer wohlwollend empfangen, da er ein ausgezeichneter Offizier ist, doch wenn die Urkunde gelesen wird, ist den Beteiligten ebenso wie Nick selbst klar, dass er praktisch nur ausgezeichnet wurde, weil er Amerikaner ist. Diese Tatsache führt schließlich auch zum Bruch zwischen dem Protagonisten und den zwei für Tapferkeit geehrten Soldaten. Nick stellt sich nach der Cocktailstunde oft die Frage, ob er auch all die Sachen getan hätte, wofür diese beiden Soldaten ihre Orden bekommen haben, und auch wenn er sich oft einredet, dass er sie tatsächlich getan hätte, kommt er schließlich während eines Spazierganges zurück ins Lazarett zu dem Schluss, dass er doch zu viel Angst vorm Sterben gehabt habe und nichts davon getan hätte.
Mit dem entstellten Jungen verbindet ihn daher eine Freundschaft und Zuneigung, weil dieser Bursche nie die Gelegenheit hatte, ähnlich tapfer wie seine Landsleute zu agieren, da sein Kriegsdienst bis zur Verwundung gerade mal eine Stunde lang währte. Der Major sagt derweil aus, er halte nicht viel von Tapferkeit, und anstatt über den Krieg zu sprechen, verbessert er lieber Nicks Grammatik, der Italienisch für eine einfache Sprache, doch als der Major zunehmend auf dessen Grammatik achtet, wird Nick schließlich bewusst, dass er praktisch Angst verspüre, vor dem Major wieder einen Fehler zu machen, und durchdenkt jeden Satz mehrfach im Geiste, ehe er zu ihm spricht.
Über den Major weiß der Erzähler zu berichten, dass er immer pünktlich zur Therapie an den Apparaten erscheint, obwohl er nichts von ihnen hält. Eines Tages beschimpft er sie jedoch wutentbrannt als Blödsinn. Auch Nick sei (offenbar nicht nur wegen seiner oftmals fehlerhaften Grammatik) „blöde, unmöglich und ein Schandfleck“. Mit dem aufgebrachten Major entwickelt sich dann doch noch ein Gespräch. Er fragt Nick, was er nach dem Ende des Krieges vorhabe. Nick antwortet direkt, dass er vorhabe, zurück nach Amerika zurückzukehren. Er sei zwar nicht verheiratet, wie er auf eine Frage des Majors antwortet, habe dies aber vor. Der Major bezichtigt Nick, ein Narr zu sein, und betont scharf, wobei er wieder aggressiv wird, dass ein Mann nicht zu heiraten habe. Er solle sich nicht an etwas binden, was er verlieren werde. Nick fragt nach, warum er es verlieren werde, woraufhin der Major sehr wütend wird und immer nur stur betont, dass er es verlieren werde. Er entlädt seine Wut und verschwindet, um dann später nochmals auf Nick zuzugehen und sich für sein Verhalten zu entschuldigen. Er offenbart ihm, dass seine Frau kürzlich verstorben sei und er sich noch nicht damit abfinden könne. Nick fühlt sich elend vor Mitgefühl und kann auf diese Information ähnlich wie der Major nicht richtig verarbeiten. Weinend verlässt der Major das Lazarett. Der Arzt verrät Nick, dass die sehr junge Frau des Majors nach wenigen Krankheitstagen an einer Lungenentzündung gestorben sei. Sie und der Major hätten geheiratet, nachdem er als dauernd kriegsuntauglich ausgemustert worden sei.
Der Major taucht drei Tage lang nicht im Lazarett auf, anschließend erscheint er aber zur pünktlichen Stunde und trägt einen schwarzen Trauerflor. Der Arzt hat inzwischen Vorher-Nachher-Bilder in die Gegend der Apparate gehängt, die den Soldaten Mut machen sollen, dass sie wieder geheilt werden können. Doch der Major beachtet jene Bilder über verstümmelte Hände gar nicht; er blickt immerzu nur aus dem Fenster.

## Erzähltechnische Gestaltung und Bedeutung
Auffällig ist in dieser Erzählung Hemingways bereits zu Beginn das spezifische tonale Muster mit dem langen Vokal /o/, der als dominanter lautlicher Refrainträger schon im ersten Satz der Erzählung alternierend mit den folgenden Konsonanten /l/ und /r/ verwendet wird und die Schlüsselwörter fall, war, always und (any)more bindet. Mit diesem Kurzgeschichteneinsatz, der an Einsätze bei Edgar Allan Poe, beispielsweise in den ersten Sätzen von The Masque of the Red Death, erinnert, suggeriert Hemingway von Anfang an die Vorstellung der Dauerhaftigkeit der natürlichen Vergänglichkeit und der gewaltsamen, künstlichen, durch Menschen verursachten Zerstörung. Den Assonanzen des Anfangssatzes folgen alliterierende Reihen, die eigene neue Verbindungen oder Beziehungen entstehen lassen. So findet sich als Alliterationsreihe, die sich über fünf der ersten sechs Sätze erstreckt, die Sequenz fall – fall – fur – foxes – feathers – fall. Die Reihe endet mit der Wiederholung des Beginns; die Vorstellung des Jahresendes und des natürlichen Vergehens bezieht die Tierwelt ein, sowohl die lebende wie auch die von Menschen getötete. Dem Sinnwort fall mit den assoziativ verknüpften Bedeutungen „Herbst“, „Fall“ oder „Sturz“, „Sinken“, „Herabhängen“, „Verfall“, „Untergang“ oder „Niederlage“ werden im Anschluss weitere Alliterationsketten zugeordnet: cold – came – came on – cold – came down, die die Kälte und Dunkelheit bzw. das Ende des Tageszyklus mit dem vor dem Wildbretgeschäft hängenden Hirsch, d. h. dem Sinnbild des durch Gewalt endenden natürlichen Lebens, verbinden (dark – deer). In der anschließenden alliterativen Reihe von hanging – hung – heavy wird des Weiteren suggestiv die Vorstellung von Passivität, Schwere und Tod ausgelöst, die mit der Aktivität des Windes sowie der Passivität der Vögel blew – birds – blew verwoben wird. In einer weiteren Zusammenschau syntaktisch und auch örtlich weiter voneinander entfernter Elemente (electric lights – empty) wird der ebene Handlungsraum von Milan mit dem gebirgigen Horizont („mountains“) verbunden und gleichzeitig eine Korrelation von künstlichem Licht und menschlichen Blicken (lights – looking) hergestellt.
Die Wirkung der durch In- und Anlaut verbundenen Wörter wird durch die Wortwiederholungen weiter verstärkt; durch rhythmische Durchgliederungen mit Hilfe anapästischer Muster und rein parataktischer, teilweise paariger Einzelsätze ein „magischer Kreis“ aufgebaut, in dem die Bedeutungsfelder von Vögeln und Wind sowie natürlichem Dunkel und künstlichem Hell die weitergespannten Bedeutungsbereiche „Herbst, Wind, Kälte, Berge, Krieg und Großstadt“ einfassen und darüber hinaus ein noch düsteres Feld von Bedeutungen abstecken: Kriegsverletzte, Wildbret, Starre, Schwere und Leere. Dabei werden die Menschen assoziiert mit der von den Menschen getöteten Kreatur. Hemingway entwickelt so in durchgestalteter erzähltechnischer Konsequenz die Eckpfeiler eines Bedeutungsgeflechts, in dem der Blickwinkel allmählich verengt wird von dem anfänglichen „we all“ über „three boys“ bis zu „He“ mit einer Gegenfigur. Dem entspricht die Zeitgestaltung der Kurzgeschichte, die nicht als Erzählung von Einmaligem, sondern als Schilderung von sich Wiederholendem beginnt.
Mit Ausnahme der szenisch dargestellten Dialogpartie im ersten Teil wird in dieser Kurzgeschichte Hemingways überwiegend eine iterativ-durative Erzählweise eingesetzt, die mit der Zeitangabe „always“ (dt. „immer“) im ersten Satz beginnt und mit dem nochmals betonten „always“ im zweitletzten Satz endet. Das in der Vergangenheit oftmals Geschehene, das aus der Erinnerung stark gerafft berichtet wird, verliert so seinen besonderen bzw. einmaligen Handlungscharakter und wird zur Darstellung eines Zustandes. Durch die iterative Darbietungsform mit regelmäßig verwendeten Zeitangaben wie „every afternoon“, „each day“, „sometimes“, „never“ oder often neben „always“ wird erzähltechnisch ein Hintergrund und Rahmen geschaffen, in dem die Darstellung des Einmaligen besonders deutlich hervortritt. Neben der Dialogszene im Krankenhaus, in der der Arzt sich zunächst dem Ich-Erzähler und anschließend dem Major zuwendet, wird auf diese Weise vor allem die Geschichte des Majors hervorgehoben, indem sie in die Routinehaftigkeit der sich wiederholenden Rahmenhandlungen eingebettet wird. Darüber hinaus finden sich in der Zeitstruktur von In Another Country verschiedene Rückblicke in die Vorzeitigkeit, die sich regelmäßig mit Waffen, Krieg oder Tod befassen. An vier einzelnen Stellen wird auf die gegenwärtige Situation des erzählenden Ichs hingewiesen, das erste Mal verbunden mit einem Vorgriff in die Zukunft, die das weitere Schicksal des an seiner Nase verwundeten Jungen verfolgt. Der Ich-Erzähler gibt an einzelnen Stellen ebenso seine spätere Zukunftseinsicht preis, die er mit zeitlicher Distanz bzw. aus einer späteren Perspektive von außen heraus rückblickend beschreibt. Der zeitliche Abstand wird dabei durch die Zeitangabe „this was a long time ago“ (dt.: „dies lag lange zurück“) zusätzlich betont.
Der erzähltechnischen Verengung in der Perspektivierung entspricht die Gestaltung und der Aufbau der Figurenwelt. Im Anfangsabschnitt dominiert das „we“ der Schicksalsgemeinschaft derjenigen, die nicht mehr in den Krieg ziehen. Im dritten Absatz im Teil I der Kurzgeschichte wird dann diese „Gemeinschaft der durch den Krieg Gezeichneten“ durch die Maschinen in Individuen aufgelöst; die anonyme Vielzahl verringert sich mit dem Ich, dem Arzt und dem Major zunächst auf drei, dann mit dem Arzt und dem Major auf zwei Personen.
Im Teil II der Erzählung ist anfangs ebenfalls von einer Gruppe die Rede, die anschließend ebenfalls auf zwei Personen verdichtet wird. Dabei ist die Figurenwelt insgesamt allerdings komplexer. Im Mittelpunkt stehen die hochausgezeichneten jungen Mailänder, die „Jagdfalken“. Der Erzähler teilt mit ihnen den täglichen Krankenhausbesuch und den anschließenden Rückweg zum Café. Im Gegensatz zu den für ihre Tapferkeit hoch dekorierten Mailändern verfügt der Erzähler aber über keine besonderen Kriegsauszeichnungen. Obwohl der Erzähler gerne für seine Tapferkeit im Krieg Anerkennung erhalten hätte, wird er von der Gruppe der Mailänder zurückgewiesen und nicht als einer der Ihren angesehen. Um nicht völlig zum Außenseiter zu werden, ist der Erzähler gezwungen, die Freundschaft des nasenverletzten Jungen zu suchen. Während am Ende des Teils die Reduzierung der Figurenwelt dazu dient, die Hoffnungslosigkeit des hoch ausgezeichneten Majors hervorzuheben, wird am Schluss des zweiten Teils mit der Verdichtung der Personen auf die Enttäuschung des Erzählers aufmerksam gemacht: dem älteren Major, der keinen Sinn mehr in der Tapferkeit sieht, steht der jüngere Erzähler gegenüber, für den Tapferkeit noch eine Selbstbestätigung ist.
Im Teil III der Kurzgeschichte rücken das beobachtende Ich und der Major als Gegenstand seiner Beobachtung ins Zentrum; der Arzt spielt nur noch eine Randrolle und tritt nicht mehr als redende Figur auf. Mit der Aussage, dass der Major, der einst der beshte Fechter Italiens war, nicht mehr an Tapferkeit glaube, wird die Thematik des ersten Teils (Hoffnungslosigkeit oder fehlende Zuversicht) mit der des zweiten Teils (Tapferkeit) verbunden. Der Ich-Erzähler übernimmt zunehmend eine Beobachterrolle und erscheint nicht mehr als handelnde Figur. Aus der Geschichte eines gemeinschaftlichen Schicksals wird so die zugespitzte Geschichte eines Einzelschicksals, die Nick Adams, das namentliche Ich der Erzählung, als Zeuge sowie Lernender erlebt und als Berichtender aus der Erinnerung schildert.
Die Raumgestaltung von In Another Country entspricht dem Aufbau und der Figurenwelt. Im Anfangsteil wird der Gebirgshorizont abgesteckt, der von der Stadt Milan aus in der Ebene gerade noch sichtbar ist. Ähnlich wie Hemingway Regen und Schnee als negative bzw. positive Assoziationen auslösende Symbole verwendet, kommen auch in dieser Kurzgeschichte die Ebene und das Gebirge symbolisch zur Geltung. Der Ebene und Großstadt Milan als Sinnbild der „Anti-Heimat“ werden die Berge als Zufluchtsstätte bzw. Ort der „Heimat“ zugeordnet. Der Raum wird dann im Anschluss zusammengezogen auf das Lazarett mit seinen Maschinen, wobei die Straffung der Figurenwelt dieser Einengung des Handlungsraumes entspricht. Der Raum im Café bzw. auf der Straße vom und zum Lazarett im zweiten Teil spielt nur eine Nebenrolle; im dritten Teil bildet der Behandlungsraum mit seinen Maschinen den einzigen Schauplatz, der dem Leser dargeboten wird. Am Ende der Erzählung folgt die letzte Zusammenziehung des Raumes durch die Gegenüberstellung von drinnen und draußen: Der Major schaut nur noch aus dem Fenster: [...] he only looked out of the window.; es bleibt ihm nur noch die endgültige Resignation nach dem Verlust seiner Ideale und dem Tod seiner Frau.
Das für diese Kurzgeschichte ebenso zentrale Thema der Eheschließung bzw. der schicksalhaft scheiternden Beziehung zwischen Mann und Frau in den Dialogpassagen zwischen dem Ich-Erzähler und dem Major führt, als er die Nachricht vom tragischen Tod seiner Frau erhalten hat, zu dem verzweifelten Ausruf des Majors: Ein Mann darf nicht heiraten! Der ehemalige italienische Fechtmeister hatte seine Frau erst nach dem Verlust seiner Gesundheit sowie seiner bisherigen Ideale durch seine Kriegsverwundung geheiratet. Der Glaube an seine Frau und damit an die Liebe als etwas Lebenswertem hat sich für ihn, keine keinerlei soldatische Werte mehr anerkennt, jedoch nicht erfüllt. Durch den Tod seiner Frau ist der Major endgültig isoliert; er bemüht sich nur noch um eine stoische Haltung und folgt dabei dem Kodex des Hemingwayschen Helden. Diese Haltung wird in der Erzählung bereits zuvor angekündigt durch die Hervorhebung des Formellen. Der Major besteht in nahezu zwanghafter Form darauf, dass der Ich-Erzähler die italienische Grammatik formal korrekt anwendet. Dabei ist er darum bemüht, dem Erzähler die formal korrekte Beherrschung des Italienischen beizubringen, obwohl dieser zuvor keinerlei Kommunikationsschwierigkeiten mehr hatte. Auch die mehrfachen Hinweise auf die steife oder starre Haltung des Majors deuten auf das resignative Ende des dritten Teils als Echo der Anfangssequenz. Dort hatte der Arzt klinische Fotografien vorgelegt, die dem Major Hoffnung machen sollten. Hatte der Major anfangs diese Fotos noch sehr sorgfältig betrachtet, so hängen jetzt (vermutlich andere) Fotografien eingerahmt an der Wand, die der Major überhaupt nicht mehr beachtet. Ein Gespräch mit dem Arzt kommt ebenfalls nicht mehr zustande. Die groteske Fotogalerie an der Wand unterstreicht damit wie auch das nutzlose Ritual der Maschinenbehandlung einzig die Resignation vor dem Ausweglosen.

## Themen und Motive
Der Text ist typisch für Hemingways Generation, die Lost Generation. Die Welt, wie sie der Ich-Erzähler kannte, ist aus den Fugen gerissen worden und durch einschneidende Erlebnisse negativ verändert. Der Krieg ist ferner keine Ruhmeshalle mehr und Tapferkeit ist nichts, das einem weiter hilft oder einen voranbringt. Tapferkeitsmedaillen, wie sie der Protagonist erhalten hat, werden dem Major zufolge nicht zwingend für große Taten verliehen und in der Schlacht siege schließlich Feigheit. Auf dem Hintergrund dieser Ansicht des Majors gibt Nick Adams in Gedanken zum Leser offen zu, dass er zu feige war, all die Ruhmestaten vollbracht zu haben, von denen er im Lazarett und in der Stadt behauptet, sie getan zu haben. Er gesteht sich selbst ein, dass er zu große Angst vorm Sterben habe, als dass er wirklich tapfer sein könnte. Der Major hingegen findet echte Tapferkeit nur hinderlich. Dennoch teilt sie die behandelten Soldaten in Gruppen. Nick wird von den zwei verwundeten Soldaten, die wirkliche Heldentaten vollbracht haben, nicht ernst genommen und sie verzichten schließlich auf seine Gesellschaft.
Die unantastbare Würde und Unverletzlichkeit des Individuums wird durch eine Kriegswunde gestört und die Welt des Soldaten verändert sich, teils durch Todeserfahrungen an der Front, für immer.
Zentrale Themen in der Kurzgeschichte sind Hoffnung, Erwartung und Einschätzung der eigenen Lage. Die Physiotherapie an den Apparaten spielt dabei eine wichtige Rolle. Nick ist sich noch nicht sicher, ob sie wirklich helfen; der italienische Major hingegen ist genau hier fest davon überzeugt, dass die Apparate nichts bringen, beide aber erscheinen pünktlich zur nächsten Sitzung, weil eine stumme, nie ausgesprochene Hoffnung sie dennoch begleitet. Der Major ist eine in der Stimmung bipolare Person. Zunächst unterhält er sich freundlich mit Nick und weist ihn nett auf Fehler in Nicks Grammatik hin. Durch die Todesnachricht bezüglich seiner Frau wird der Major ein weiteres Mal hart vom Schicksal getroffen. Dieser zweite Schlag trifft ihn härter als die Verletzung;. Aus diesem Grund wird er sehr unleidlich, bringt es jedoch fertig sich später für sein Verhalten zu entschuldigen. Er fängt sich, ist aber außerstande sich richtig auszudrücken. Er verbringt fortan seine Sitzungen stumm und blickt aus dem Fenster. Sein Stimmungsausbruch hat gezeigt, dass er im Grunde nicht an die Apparate glaubt; er kehrt aber wegen der noch verbliebenen Hoffnung zurück. Der renommierte Hemingway-Interpret Carlos deutet das Ende der Geschichte demgemäß grundsätzlich als eine Art Tragödie („basically a kind of tragedy“).
In den szenisch dargebotenen Dialogpassagen zwischen Nick und dem Major über die Beziehung zwischen Männern und Frauen greift Hemingway zugleich die Thematik der Nähe und Distanz bzw. des zwangsläufigen Verlustes oder tragischen Scheiterns der Beziehung zwischen den Geschlechtern auf, die nicht in dem zwei Jahre später erschienenen Roman A Farewell to Arms eine bedeutsame Rolle spielt, sondern ebenso die weitere Prosa Hemingways in mehreren Romanen und zahlreichen Kurzgeschichten in charakteristischer Weise prägt.
Der Titel der Erzählung ist Philip Young zufolge einer Szene aus Marlowes The Jew of Malta (IV, 1) entnommen: „Fornication: but that was in another country; And besides the wench is dead“ (dt. Übertragung: „Du hast herumgehurt: Jedoch war das in einem andern Land, Und außerdem: die Dirn‘ ist tot.“). Young sieht in der Zynik, die in der literarischen Herkunft des Titels begründet liegt, eine „brutale Anspielung auf den Verlust des Majors“ („a brutal allusion to the major‘s bereavement“), der zahlreiche weitere Zynismen in der Kurzgeschichte entsprechen, so beispielsweise in dem Hinweis des Arztes, der knieverletzte Erzähler werde besser Fußball spielen können als je zuvor oder in der Tatsache, dass dem Meisterfechter ausgerechnet die Hand auf Kleinkindformat geschrumpft ist.
Carlos Baker zufolge klingt in dem Titel hingegen möglicherweise eine Anspielung auf ein ferneres Land an, in dem „ein Mann etwas finden könne, was er nicht verlieren könne“ („The country is Italy; but it is also another country still, a country (it is just possible) where a man can find things he cannot lose.“).

## Autobiografische Züge
In Another Country wurde von Hemingways eigenen Erlebnissen inspiriert, die auch den Roman A Farewell to Arms hervorbrachten. Der Autor diente, wie die Ich-Erzähler beider Werke, als Sanitätsfahrer in der italienischen Armee im Ersten Weltkrieg. Während eines Einsatzes wurde Hemingway schwer verletzt und landete für längere Zeit in einem Mailänder Lazarett, wo er sich in die polnisch-amerikanische Krankenschwester Agnes von Kurowsky verliebte.
Die autobiografischen Merkmale in der Story werden umso augenscheinlicher, wenn man davon ausgeht, dass es sich bei dem unbenannten Ich-Erzähler tatsächlich um Nick Adams handelt, der als eine Art fiktives Alter Ego betrachtet werden kann, das Hemingway dazu diente, besonders schwerwiegende Erlebnisse in seiner schriftstellerischen Tätigkeit zu verarbeiten.
Auch die unmittelbare Nachkriegszeit wird von Hemingway in anderen Stories und dem ersten Roman The Sun Also Rises behandelt, der jedoch schon 1926 erschienen war.

## Wirkungsgeschichte
Die Eingangspassage von In Another Country gilt in der Literaturkritik bzw. Literaturwissenschaft als Musterbeispiel für eine Erzähltechnik, deren Wirkung nicht nur von dem irischen Autor und Kritiker Frank O’Connor als „hypnotisch“ bezeichnet wurde. Für O’Connor war der gesamte erste Abschnitt der Erzählung so kennzeichnend, dass er ihn in seinem Buch über die Kurzgeschichte „The Lonely Voice: A Study of the Short Story“ (1965) vollständig zitierte und dabei die wiederholten Schlüsselwörter wie „fall“, „wind“, „cold“, „blew“ kursiv setzte. Damit wollte er die exemplarische Wirkung dieser Passage in Hemingways Kurzgeschichte hervorheben, die er als besonders „elegante“ Art der Wiederholung von „Lauten und Lautfolgen“, von „Wörtern und Phrasen“ sowie von „rhythmischen und syntaktischen Mustern“ beschrieb. Auch der englische Romancier Ford Madox Ford betrachtet den Anfangsteil dieser Kurzgeschichte als musterhaftes Beispiel des eindrucksvollen Hemingwayschen Erzählstils. Der mit Hemingway befreundete amerikanische Schriftsteller F. Scott Fitzgerald hält den Beginn dieser Kurzgeschichte ebenfalls für einen der schönsten, den er jemals gelesen habe. Für den anerkannten Hemingway-Forscher Philip Young stellt dieser Text in Hemingwayschen Kurzprosa eine der besten Geschichten Hemingways insgesamt dar („one of the best of all Hemingway-stories“).
Wie andere Kurzgeschichten Hemingways, beispielsweise The Killers aus dem Zyklus der Nick-Adams-Stories, gehört In Another Country zu der Gruppe der Hemingwayschen Initiationsgeschichten, in welcher der Ich-Erzähler um eine entscheidende Lebenserfahrung reicher wird, in diesem Fall um das Erleben der „Macht des Negativen“. Während dem amerikanischen Tenente in Now I Lay Me, die chronologisch den Vorspann zu In Another Country liefert, noch zur Heirat als etwas Erstrebenswertem geraten wurde („A man ought to be married. You‘ll never regret it. Every man ought to be married.“), warnt der Major hier eindringlich vor einer Eheschließung, allerdings aus ganz besonderen Gründen. Er glaubt nicht mehr an das Ideal der Tapferkeit, da es für den Verlust seiner Gesundheit verantwortlich ist und ihn zum Krüppel machte; er hat die Zuversicht in die Maschinen verloren, da sie keine Heilung bewirken können; er glaubt nicht mehr an die Heirat, da er mit dem schicksalhaften Tod seiner jungen Frau das Kostbarste verloren hat, das er besessen hat. Sein verzweifelter Ausruf: „A man must not marry“ (dt.: „Ein Mann darf nicht heiraten.“) steht sowohl thematisch als auch phraseologisch der Vorgeschichte gegenüber und stellt für den Ich-Erzähler eine erstaunliche Erfahrung dar.
In Another Country weitet derart mit der schmerzhaften Geschichte des Majors die Thematik der Nick-Adams-Stories aus zur „Geschichte einer Kriegsgeneration“, in der eine „ganze verlorene Generation [...] verwundet ist“, und deutet damit ebenfalls auf die nachfolgenden Romane The Sun Also Rises (1926) und A Farewell to Arms (1929) voraus.
Das am Ende von In Another Country zum Tragen kommende Motiv des Hinausstarrens ins Leere als Geste der Resignation findet sich auch in anderen Erzählungen Hemingways an hervortretender Stelle, beispielsweise in Cat in the Rain.

## Sekundärliteratur
- Klaus Lubbers: ‘No happy end to it’: Untersuchungen zu Ernest Hemingways ‘In Another Country’, ’A Day’s Wait’ und ‘A Clean, Well-Lighted Place’. In: Hans Galinsky und Klaus Lubbers (Hrsg.). Schule und Forschung: Zwei Klassiker der amerikanischen Kurzgeschichte: Poe und Hemingway. Diesterweg Verlag, 2. Auflage, Frankfurt a. M. 1978, ISBN 3-425-04213-0, S. 52–66.
- Reiner Poppe: „In Another Country“. In: ders.: Ernest Hemingway · Aus dem Erzählwerk · Untersuchungen und Kommentare. Beyer Verlag, Hollfeld/Ofr. 1978, S. 20–25.